# Servières-le-Château
Servières-le-Château est une commune française située dans le département de la Corrèze, en région Nouvelle-Aquitaine.

## Géographie

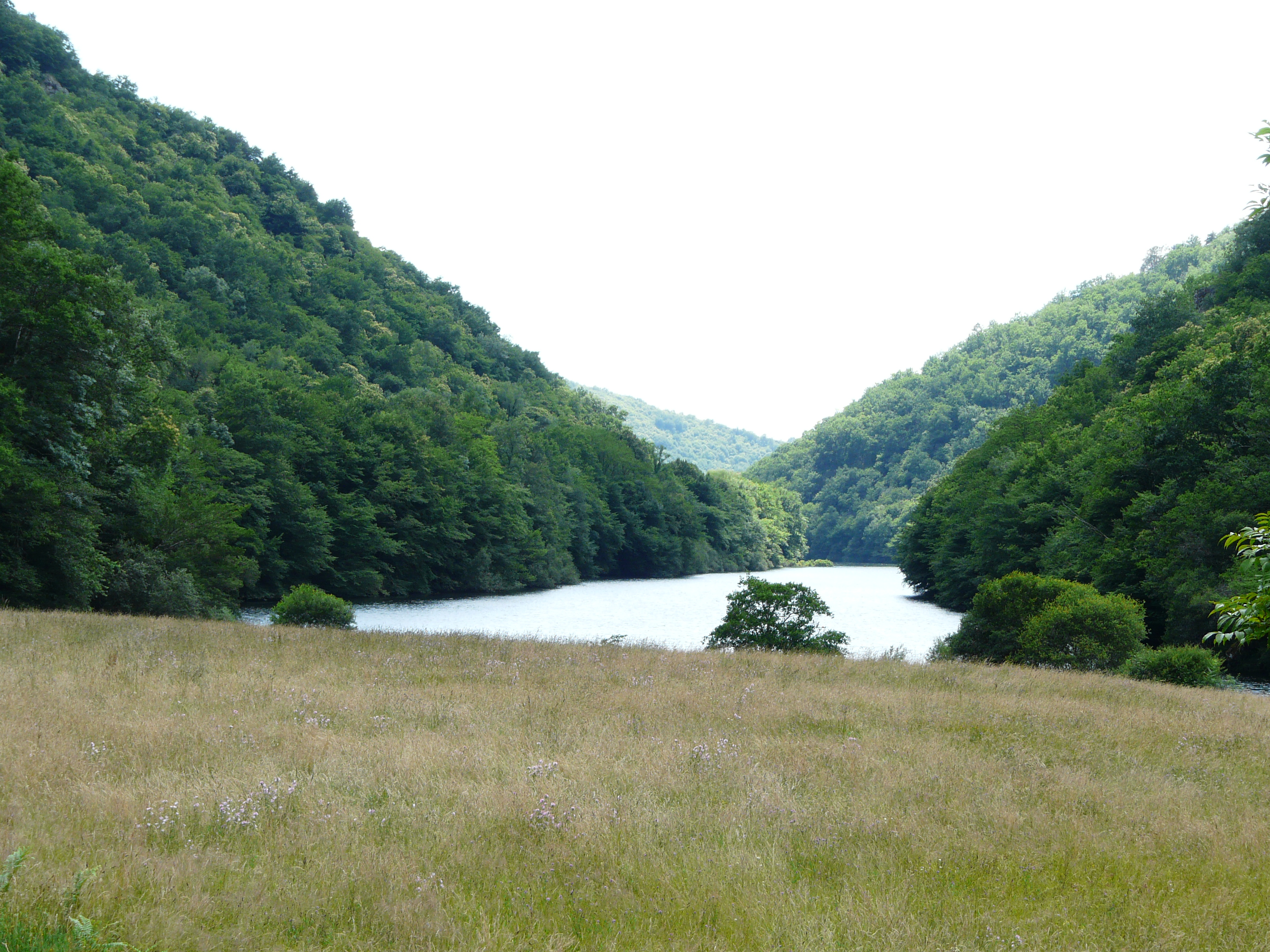
La Dordogne (retenue du barrage d'Argentat) vue depuis Glény.

Au sud du département de la Corrèze, la commune de Servières-le-Château s'étend sur 24,24 km2. Elle est située en rive gauche de la Dordogne qui borde le territoire communal à l'ouest au niveau des lacs de retenue des barrages du Chastang et d'Argentat. Son affluent, la Glane (ou Glane de Servières) conflue avec la Dordogne sur le territoire communal, en aval du barrage de Glane de Servières et de sa retenue, le lac de Feyt. Bien que la majeure partie de la commune soit située en rive gauche de la Dordogne, une portion minime du territoire se trouve en rive opposée, au niveau des lieux-dits la Roche du Port et le Port, face à Glény.
L'altitude minimale, 195 mètres, se trouve à l'extrême-sud-ouest, près du Bois du Pic, au niveau du lac de retenue du barrage d'Argentat, là où la Dordogne quitte la commune et sert de limites à celles de Hautefage et Saint-Martial-Entraygues. L'altitude maximale avec 589 mètres est localisée à l'est, au lieu-dit la Croix d'Haute Brousse, en limite de Saint-Privat.
Le bourg de Servières-le-Château, au croisement des routes départementales (RD) 29, 29E4 et 75, se situe, en distances orthodromiques, huit kilomètres au nord-est d'Argentat.
La commune est également desservie par les RD 75E1, 75E2, 75E3 et 129, alors que la RD 980 limite la commune au sud sur près de quatre kilomètres.

### Communes limitrophes
Servières-le-Château est limitrophe de sept autres communes.
Les communes limitrophes sont Bassignac-le-Haut, Darazac, Hautefage, Saint-Geniez-ô-Merle, Saint-Martial-Entraygues, Saint-Martin-la-Méanne et Saint-Privat.
|                          | Bassignac-le-Haut    | Darazac              |
| Saint-Martin-la-Méanne   | Servières-le-Château | Saint-Privat         |
| Saint-Martial-Entraygues | Hautefage            | Saint-Geniez-ô-Merle |

### Climat
Pour des articles plus généraux, voir Climat de la Nouvelle-Aquitaine et Climat de la Corrèze.
Historiquement, la commune est exposée à un climat montagnard.  
En 2020, Météo-France publie une typologie des climats de la France métropolitaine dans laquelle la commune est exposée à un climat de montagne et est dans la région climatique  Ouest et nord-ouest du Massif Central, caractérisée par une pluviométrie annuelle de 900 à 1 500 mm, maximale en automne et en hiver.
Pour la période 1971-2000, la température annuelle moyenne est de 11 °C, avec  une amplitude thermique annuelle de 15,2 °C. Le cumul annuel moyen de précipitations est de 1 390 mm, avec 13,3 jours de précipitations en janvier et 7,7 jours en juillet. Pour la période 1991-2020, la température moyenne annuelle observée sur la station météorologique la plus proche, située sur la commune de Saint-Privat à 6 km à vol d'oiseau, est de 10,7 °C et le cumul annuel moyen de précipitations est de 1 324,6 mm,. Pour l'avenir, les paramètres climatiques de la commune estimés pour 2050 selon différents scénarios d’émission de gaz à effet de serre sont consultables sur un site dédié publié par Météo-France en novembre 2022.

## Urbanisme

### Typologie
Au 1er janvier 2024, Servières-le-Château est catégorisée commune rurale à habitat dispersé, selon la nouvelle grille communale de densité à 7 niveaux définie par l'Insee en 2022.
Elle est située hors unité urbaine et hors attraction des villes,.

### Occupation des sols
L'occupation des sols de la commune, telle qu'elle ressort de la base de données européenne d’occupation biophysique des sols Corine Land Cover (CLC), est marquée par l'importance des forêts et milieux semi-naturels (58,2 % en 2018), en diminution par rapport à 1990 (60,6 %). La répartition détaillée en 2018 est la suivante : 
forêts (56,6 %), prairies (30,4 %), eaux continentales (6,6 %), zones agricoles hétérogènes (3,1 %), zones urbanisées (1,7 %), milieux à végétation arbustive et/ou herbacée (1,6 %).
L'évolution de l’occupation des sols de la commune et de ses infrastructures peut être observée sur les différentes représentations cartographiques du territoire : la carte de Cassini (XVIIIe siècle), la carte d'état-major (1820-1866) et les cartes ou photos aériennes de l'IGN pour la période actuelle (1950 à aujourd'hui).

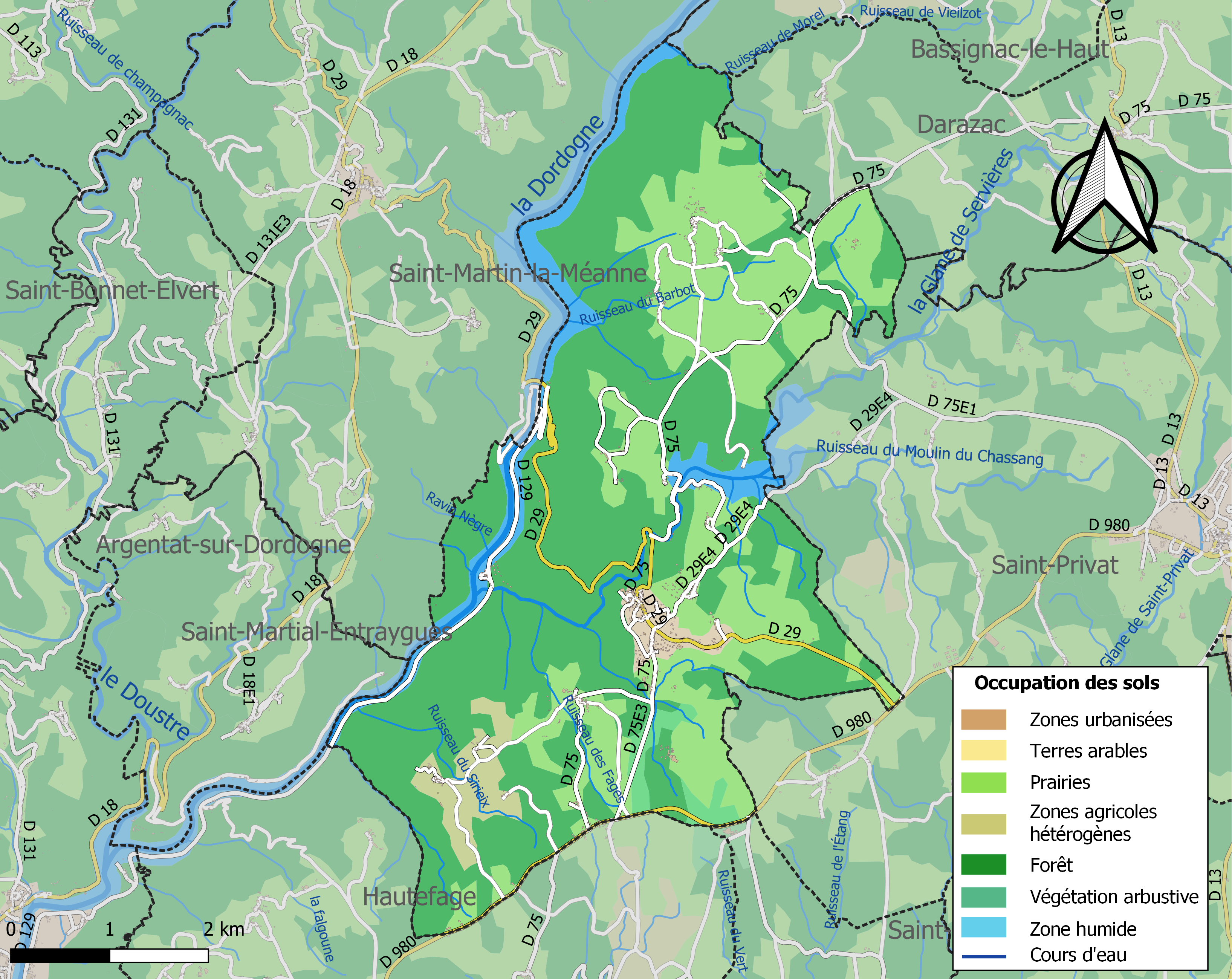
Carte des infrastructures et de l'occupation des sols de la commune en 2018 (CLC).

### Risques majeurs
Le territoire de la commune de Servières-le-Château est vulnérable à différents aléas naturels : météorologiques (tempête, orage, neige, grand froid, canicule ou sécheresse), feux de forêts et séisme (sismicité très faible). Il est également exposé à un risque technologique, la rupture d'un barrage, et à un risque particulier : le risque de radon. Un site publié par le BRGM permet d'évaluer simplement et rapidement les risques d'un bien localisé soit par son adresse soit par le numéro de sa parcelle.

#### Risques naturels

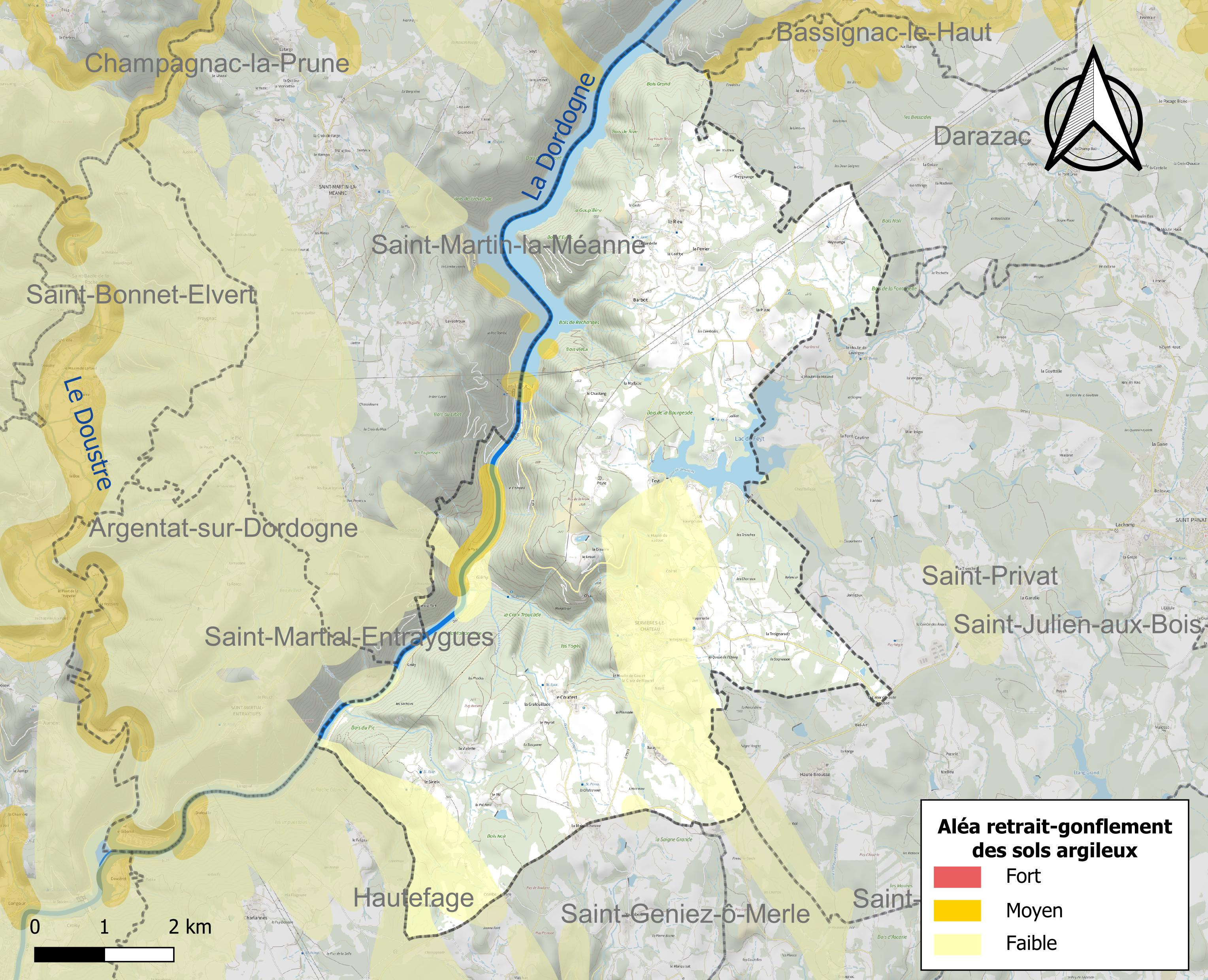
Carte des zones d'aléa retrait-gonflement des sols argileux de Servières-le-Château.

Le retrait-gonflement des sols argileux est susceptible d'engendrer des dommages importants aux bâtiments en cas d’alternance de périodes de sécheresse et de pluie. 1,6 % de la superficie communale est en aléa moyen ou fort (26,8 % au niveau départemental et 48,5 % au niveau national). Sur les 371 bâtiments dénombrés sur la commune en 2019,  aucun n'est en aléa moyen ou fort, à comparer aux 36 % au niveau départemental et 54 % au niveau national. Une cartographie de l'exposition du territoire national au retrait gonflement des sols argileux est disponible sur le site du BRGM,.
Concernant les feux de forêt, aucun plan de prévention des risques incendie de forêt (PPRIF) n’a été établi en Corrèze, néanmoins le code de l’urbanisme impose la prise en compte des risques dans les documents d’urbanisme. Le périmètre des servitudes d'utilité publique et des zones d'obligation légale de débroussaillement pour les particuliers est quant à lui défini pour la commune dans une carte dédiée. 
La commune a été reconnue en état de catastrophe naturelle au titre des dommages causés par les inondations et coulées de boue survenues en 1982, 1999 et 2007. Concernant les mouvements de terrains, la commune a été reconnue en état de catastrophe naturelle au titre des dommages causés par des mouvements de terrain en 1999.

#### Risques technologiques
La commune est en outre située en aval des barrages de Bort-les-Orgues, de Marèges, de l'Aigle, du Chastang, de Neuvic d'Ussel et de Marcillac, des ouvrages de classe A soumis à PPI. À ce titre elle est susceptible d’être touchée par l’onde de submersion consécutive à la rupture d'un de ces ouvrages.

#### Risque particulier
Dans plusieurs parties du territoire national, le radon, accumulé dans certains logements ou autres locaux, peut constituer une source significative d’exposition de la population aux rayonnements ionisants. Certaines communes du département sont concernées par le risque radon à un niveau plus ou moins élevé. Selon la classification de 2018, la commune de Servières-le-Château est classée en zone 3, à savoir zone à potentiel radon significatif. 

## Toponymie
Attestée sous la forme  Serveria en 1318, selon Ernest Nègre ce nom désigne une forêt dans laquelle on trouve  des cerfs.

## Histoire

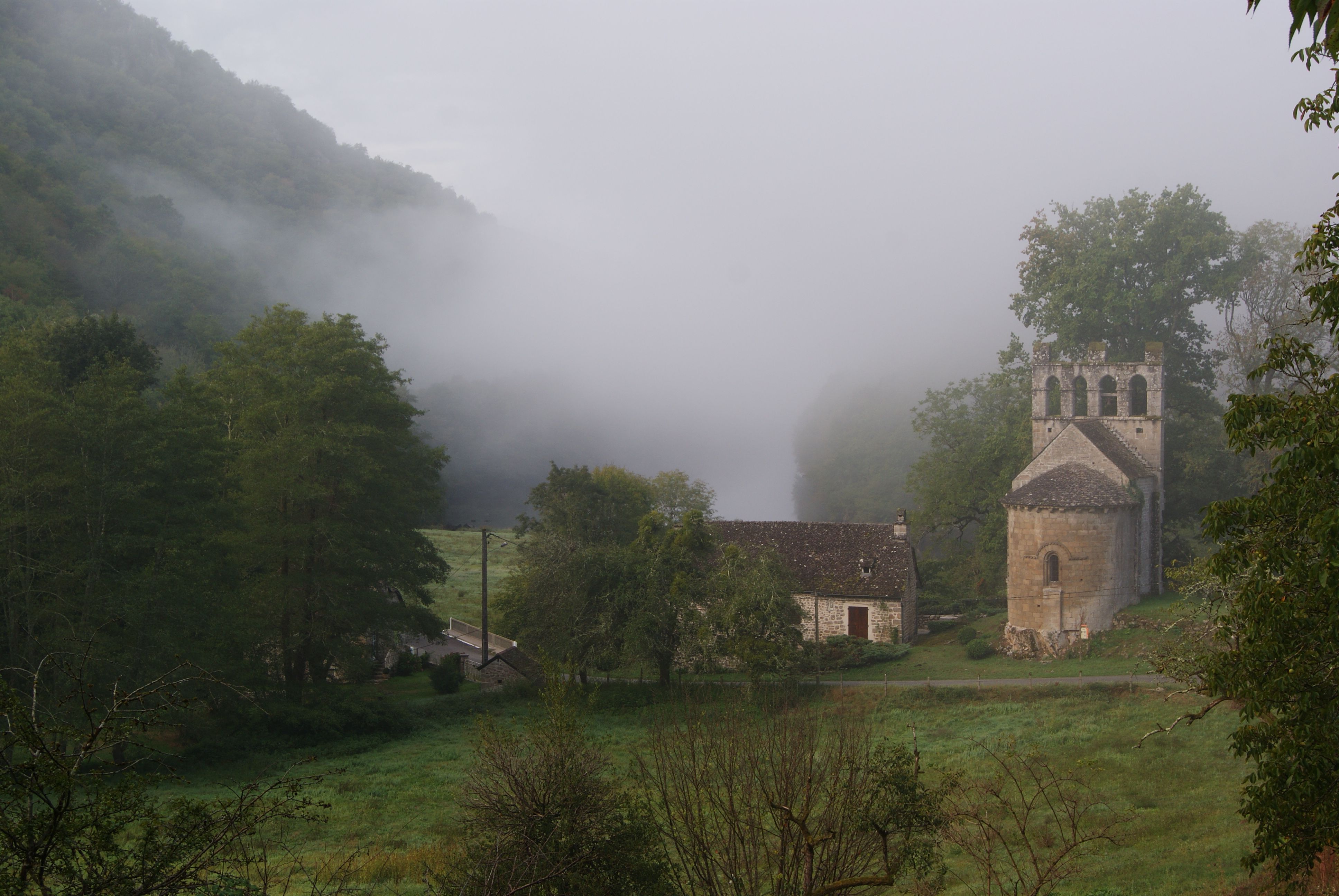
Le hameau de Glény et la vallée de la Dordogne.

Le bourg primitif se trouvait au bord de la Dordogne, au hameau de Glény, cité dès 875, et qui était autrefois (vers 1688) chef-lieu de paroisse.
En 1919, la commune de Servières prend le nom de Servières-le-Château.

## Politique et administration
| Période                                  | Période    | Identité              | Étiquette | Qualité      |
| ---------------------------------------- | ---------- | --------------------- | --------- | ------------ |
| Les données manquantes sont à compléter. |            |                       |           |              |
|                                          |            |                       |           |              |
| avant 1988                               | ?          | Marcel Croizet        |           |              |
|                                          |            |                       |           |              |
| mars 2001                                | avril 2014 | Pierre Laffaire       | PS        |              |
| avril 2014                               | mai 2020   | Marie-Christine Suder |           | Pharmacienne |
| mai 2020                                 | En cours   | Hervé Clavière        | DVG       | Employé      |

## Démographie
L'évolution du nombre d'habitants est connue à travers les recensements de la population effectués dans la commune depuis 1793. Pour les communes de moins de 10 000 habitants, une enquête de recensement portant sur toute la population est réalisée tous les cinq ans, les populations de référence des années intermédiaires étant quant à elles estimées par interpolation ou extrapolation. Pour la commune, le premier recensement exhaustif entrant dans le cadre du nouveau dispositif a été réalisé en 2006.

En 2022, la commune comptait 568 habitants, en évolution de −7,79 % par rapport à 2016 (Corrèze : −0,59 %, France hors Mayotte : +2,11 %).
| 1793  | 1800  | 1806  | 1821 | 1831  | 1836  | 1841  | 1846  | 1851  |
| ----- | ----- | ----- | ---- | ----- | ----- | ----- | ----- | ----- |
| 1 430 | 1 115 | 1 229 | 996  | 1 156 | 1 393 | 1 394 | 1 324 | 1 338 |

| 1856  | 1861  | 1866  | 1872  | 1876  | 1881  | 1886  | 1891  | 1896  |
| ----- | ----- | ----- | ----- | ----- | ----- | ----- | ----- | ----- |
| 1 360 | 1 293 | 1 324 | 1 163 | 1 140 | 1 168 | 1 135 | 1 150 | 1 163 |

| 1901  | 1906  | 1911 | 1921 | 1926 | 1931 | 1936 | 1946  | 1954  |
| ----- | ----- | ---- | ---- | ---- | ---- | ---- | ----- | ----- |
| 1 169 | 1 062 | 891  | 809  | 835  | 886  | 818  | 1 052 | 1 209 |

| 1962 | 1968 | 1975 | 1982 | 1990 | 1999 | 2006 | 2011 | 2016 |
| ---- | ---- | ---- | ---- | ---- | ---- | ---- | ---- | ---- |
| 703  | 645  | 618  | 718  | 772  | 720  | 678  | 668  | 616  |

| 2021 | 2022 | - | - | - | - | - | - | - |
| ---- | ---- | - | - | - | - | - | - | - |
| 581  | 568  | - | - | - | - | - | - | - |

## Culture locale et patrimoine

### Lieux et monuments
- Le château de Servières du XIIIe siècle est une ancienne possession de l'abbaye d'Aurillac. Cette ancienne place forte occupe un site pittoresque au-dessus des gorges profondes de la Glane, dans un cirque de rochers déchiquetés. L'ancien château, qui appartint aux Turenne, fut incendié en 1916 par des officiers allemands internés. Il a été restauré depuis.
- Le barrage du Chastang construit sur le cours de la Dordogne entre 1947 et 1952 dépend pour moitié (rive gauche) du territoire communal, l'autre partie dépendant de Saint-Martin-la-Méanne. Sa retenue est longue de près de trente kilomètres, dont quatre bordent Servières-le-Château.
- Huit kilomètres en aval du Chastang, le barrage d'Argentat forme une retenue dont la partie amont borde également le territoire communal.
- Beaucoup plus modeste, le barrage de Glane de Servières barre le cours de la Glane depuis 1958[25] et forme une retenue longue de deux kilomètres, le lac de Feyt, partagé entre Servières-le-Château à l'ouest et Saint-Privat à l'est.
- L'église Saint-Laurent de Servières.
- La chapelle Notre-Dame-du-Roc.
- La chapelle de Glény est un édifice religieux du XIIe siècle ; son architecture est à nef centrale, avec contreforts et clocher à peigne. Incendiée pendant la Révolution, il n'en restait que le chœur ruiné, aujourd'hui restauré. Propriété de la commune, la chapelle est classée au titre des monuments historiques depuis 1952[26].

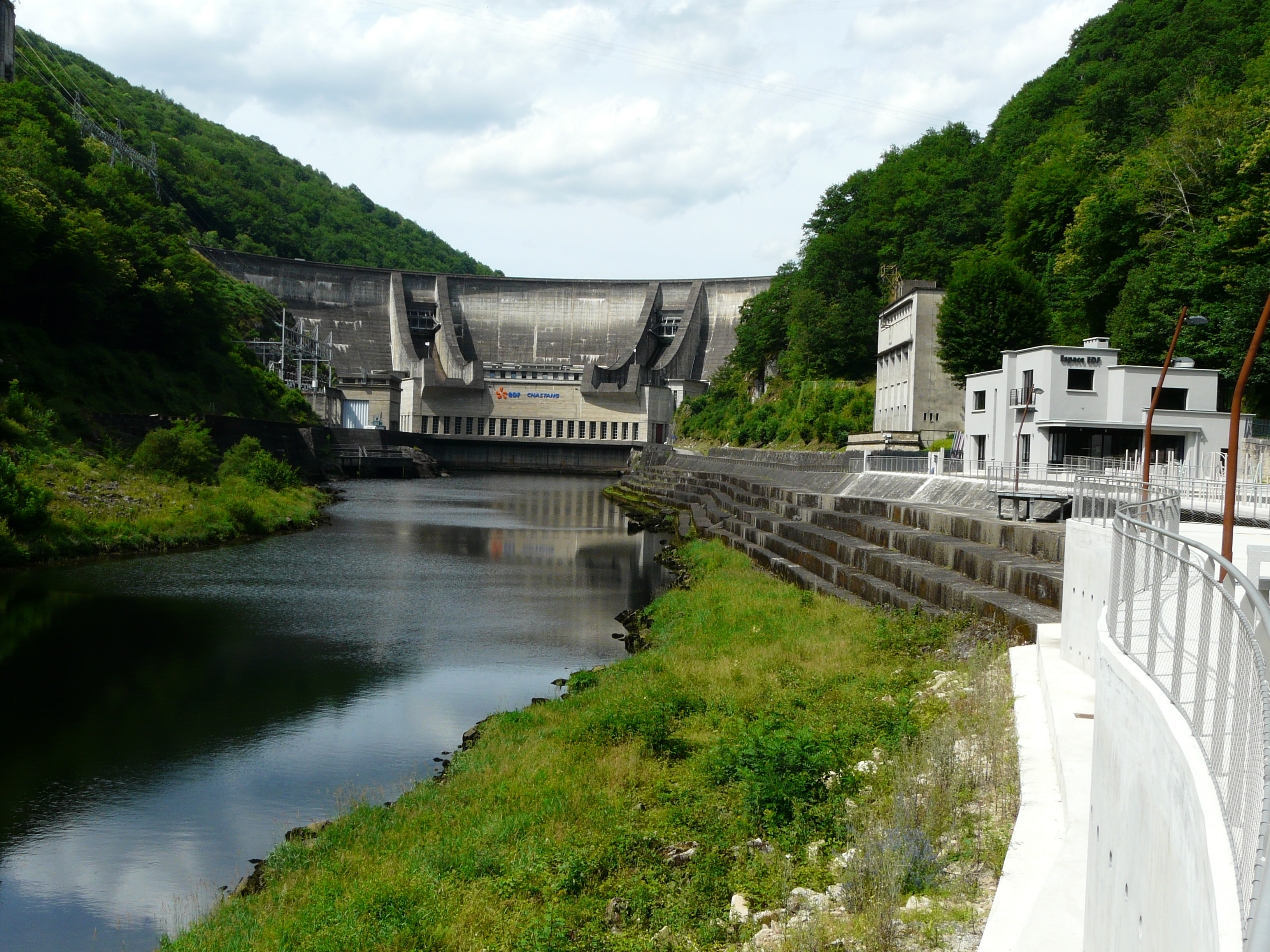
Le barrage du Chastang et la Dordogne, vus depuis la rive de Servières-le-Château.
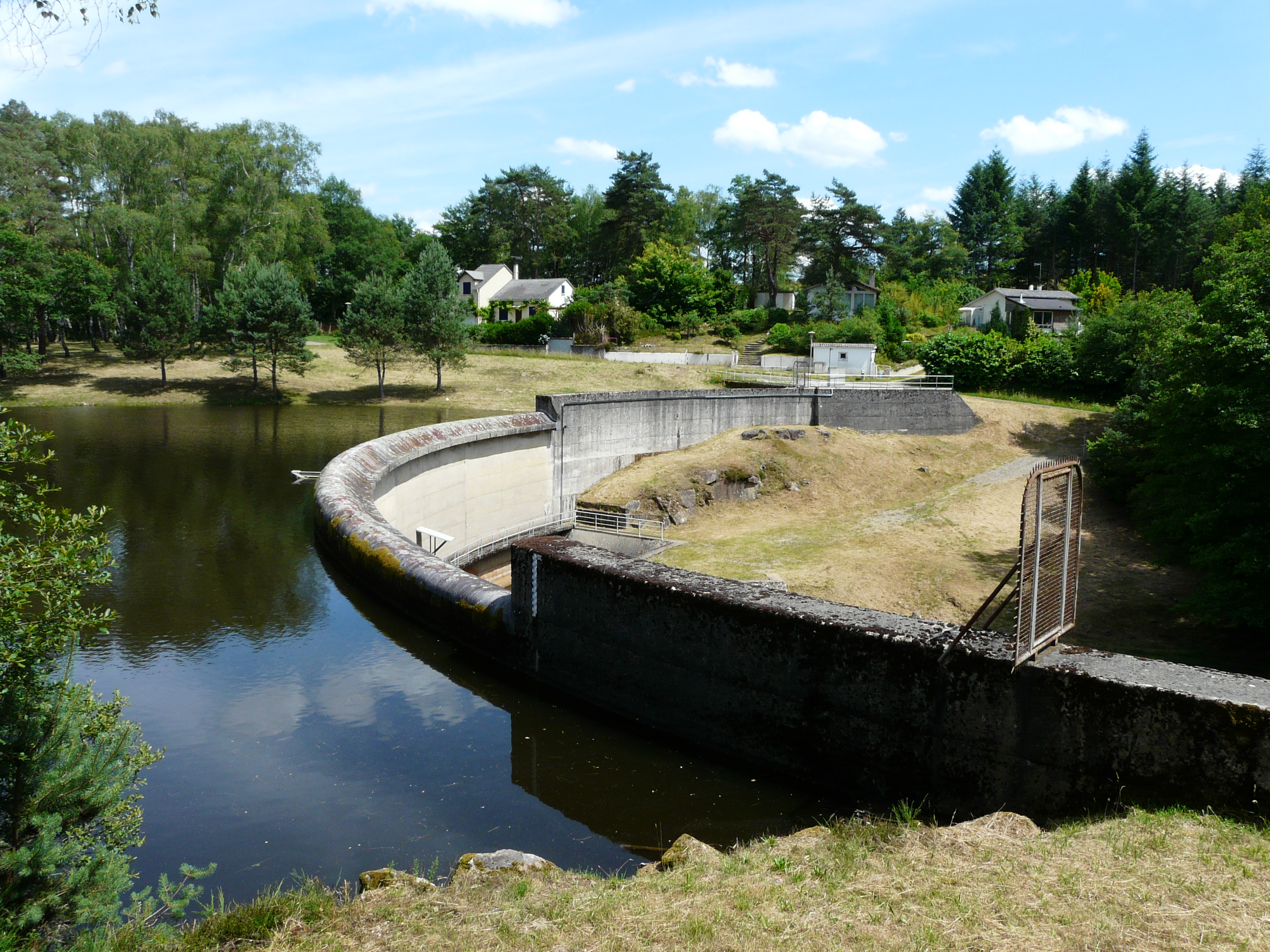
Le barrage de Glane de Servières.
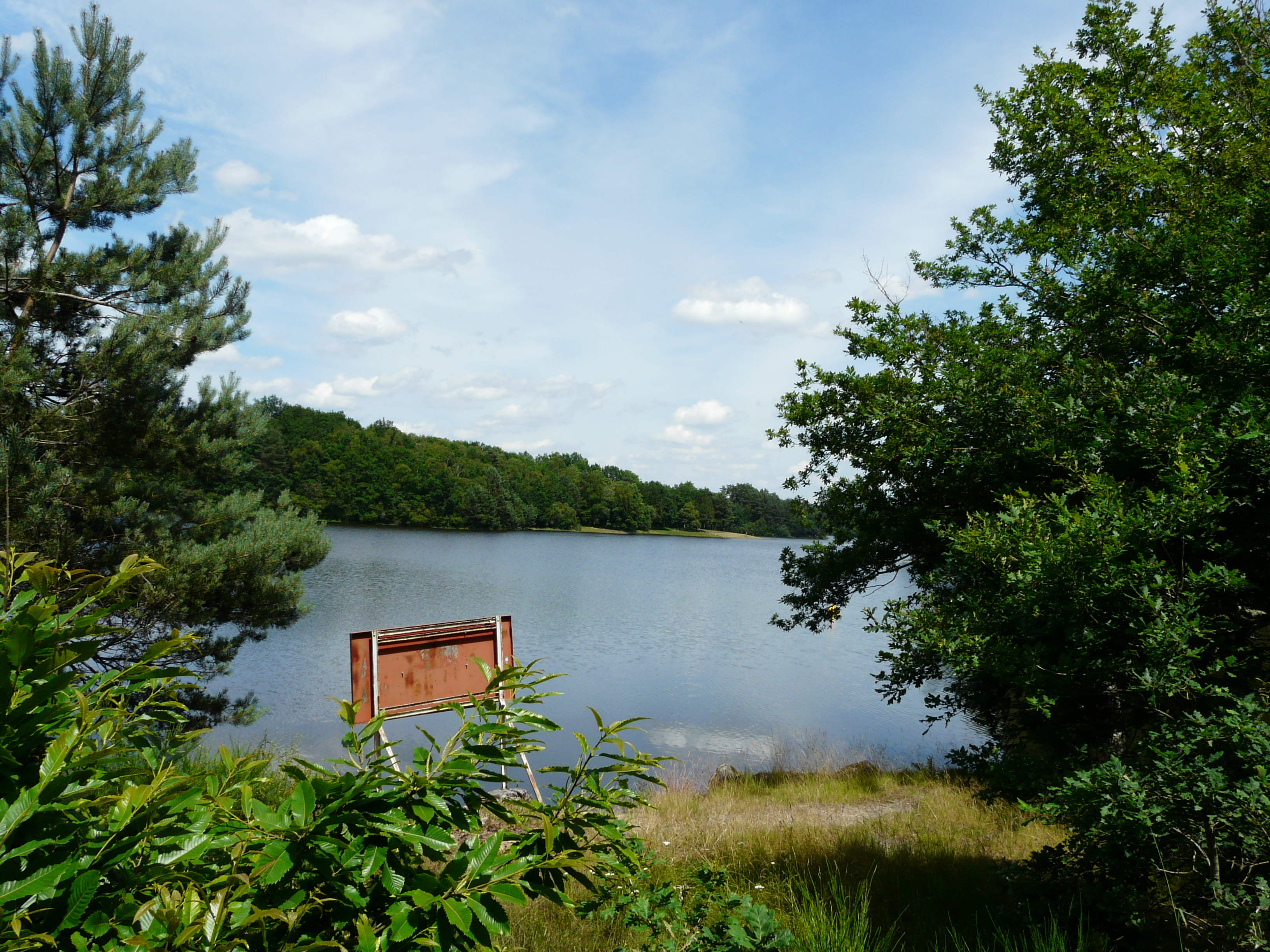
Le lac de Feyt à Servières-le-Château.
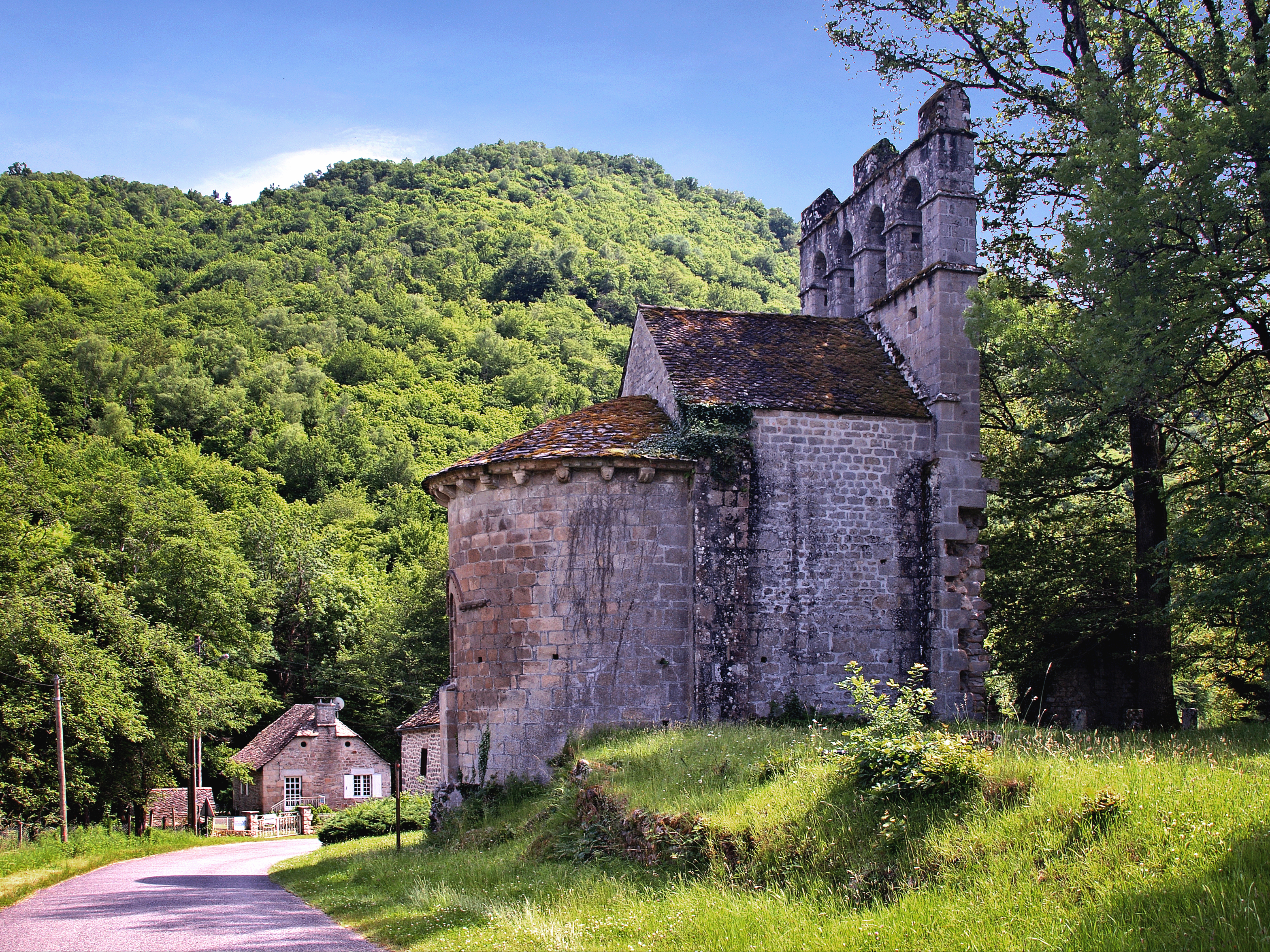
La chapelle de Glény.
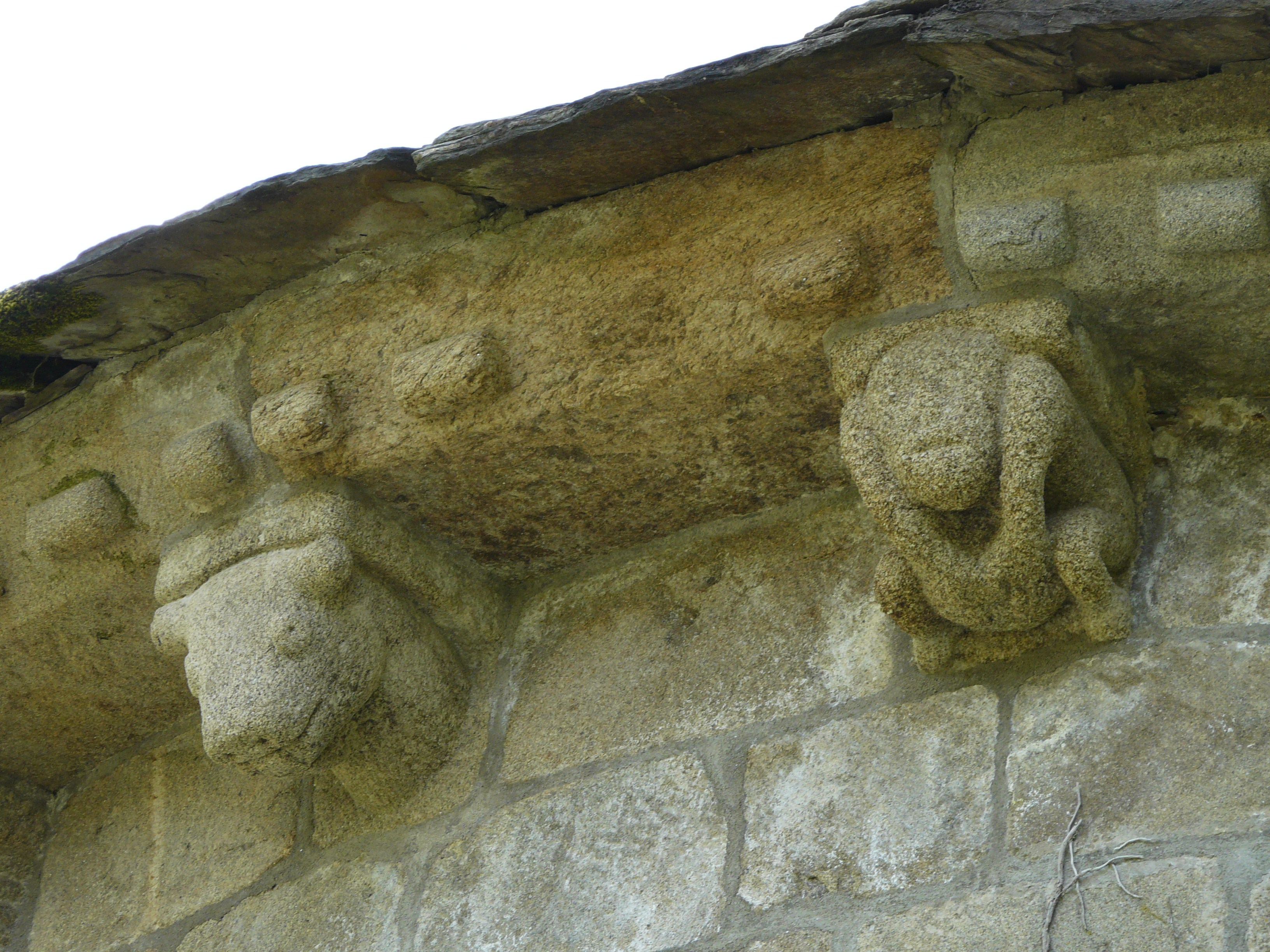
Modillons romans de la chapelle de Glény.

### Personnalités liées à la commune
- Roland Beix, né en 1949 à Servières-le-Château, a été député de la Charente-Maritime.

### Héraldique
| Blason de Servières-le-Château | Blason  | Parti : au 1er coticé d'or et de gueules de douze pièces, au 2e d'argent à la bande de gueules accompagnée de six flanchis de même rangés en orle, sur le tout d'azur à un château sommé de trois tours d'argent ouvert et ajouré du champ. |
| Blason de Servières-le-Château | Détails | Armes parlantes. Le statut officiel du blason reste à déterminer. |